# Minilabrus striatus
Minilabrus striatus – gatunek ryby z rodziny wargaczowatych, jedyny przedstawiciel rodzaju Minilabrus Randall & Dor, 1980. 

## Występowanie
Morze Czerwone

## Opis
Osiąga do 6 cm długości.